# Luca Moro

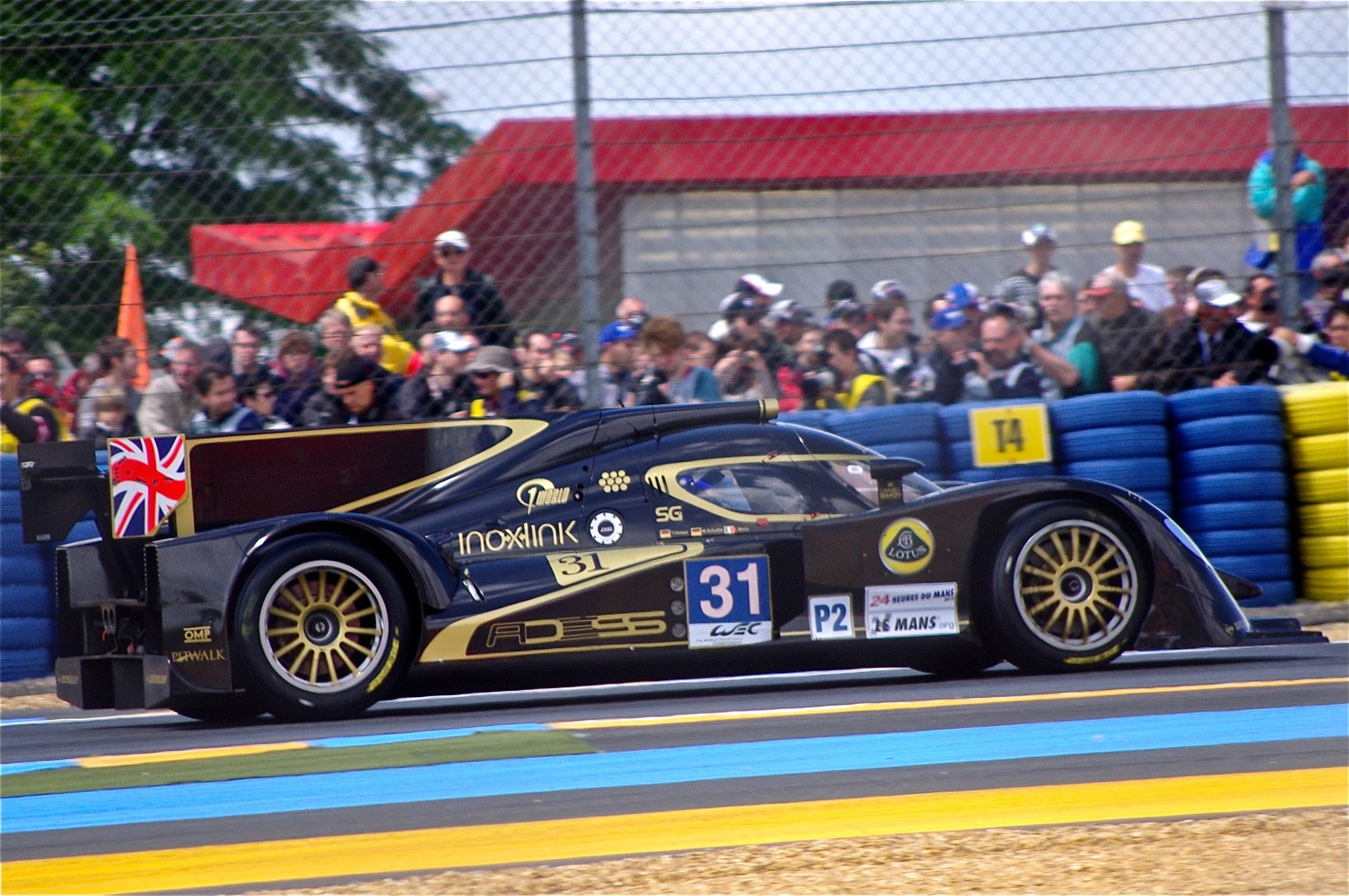
Der von Luca Moro gefahrene Lola B12/80 beim 24-Stunden-Rennen von Le Mans 2012

Luca Moro (* 27. Februar 1973 in Cagliari; † 15. März 2014 in Mailand) war ein italienischer Autorennfahrer.

## Karriere
Moro war vor allem durch seine Teilnahme an Langstrecken- und Sportwagenrennen, zum Beispiel dem 24-Stunden-Rennen von Le Mans, bekannt. In der Saison 2012 war er einer der Fahrer für das Team Lotus, welches in der LMP2-Kategorie antrat.
Im Laufe seiner Karriere sammelte er 8 Podiumsplätze, wovon er zwei Rennen gewann; seinen letzten Sieg errang er bei den 1000 km von Spa-Francorchamps 2010, wo er für Hope Polevision Racing antrat.
Im Jahr 2006 erhielt Moro eine zweijährige Sperre, nachdem er positiv auf Benzoylecgonin getestet worden war.

## Tod
Am 6. März 2014 wurde Moro in ein Krankenhaus in Mailand eingeliefert. Er verstarb am 15. März an einem Hirntumor.

## Statistik

### Le-Mans-Ergebnisse
| Jahr | Team  | Fahrzeug    | Teamkollege    | Teamkollege   | Platzierung | Ausfallgrund     |
| ---- | ----- | ----------- | -------------- | ------------- | ----------- | ---------------- |
| 2012 | Lotus | Lola B12/80 | Mirco Schultis | Thomas Holzer | Ausfall     | Kraftübertragung |

### Sebring-Ergebnisse
| Jahr | Team                     | Fahrzeug    | Teamkollege     | Teamkollege   | Platzierung | Ausfallgrund |
| ---- | ------------------------ | ----------- | --------------- | ------------- | ----------- | ------------ |
| 2011 | Iconik Energy Drinks WRO | Oreca FLM09 | Olivier Lombard | Johnny Mowlem | Ausfall     | Mechanik     |
| 2012 | Lotus                    | Lola B12/80 | Mirco Schultis  | Thomas Holzer | Ausfall     | Motorschaden |

### Einzelergebnisse in der FIA-Langstrecken-Weltmeisterschaft
| Saison | Team  | Rennwagen   | 1   | 2   | 3   | 4   | 5   | 6   | 7   | 8   |
| ------ | ----- | ----------- | --- | --- | --- | --- | --- | --- | --- | --- |
| 2012   | Lotus | Lola B12/80 | SEB | SPA | LEM | SIL | SAO | BAH | FUJ | SHA |
| 2012   | Lotus | Lola B12/80 | DNF | 29  | DNF |     | 15  | DNF |     |     |